# Nicolae Mușat
Nicolae Mușat (n. 4 decembrie 1986, București, România) este un fotbalist român retras din activitate, care a jucat pe post de fundaș lateral la echipe ca Dinamo, Dinamo II și U Cluj.
Evoluează pe banda stângă, atât ca fundaș, cât și ca mijlocaș.

## Biografie
Mușat și-a făcut junioratul la Dinamo, în grupele de copii și juniori pregătite de Vasile Ghiță, Fane Feodot și Constantin Frățilă. A fost cooptat în 2005 în lotul lui Dinamo 2, unde a devenit rapid titular.
În 2007 a făcut pasul la echipa mare, debutând în Liga I chiar în eternul derbi, împotriva Stelei, meci câștigat de Dinamo cu 4-2 în Ghencea.
Cu o concurență puternică pe flancul stâng al apărării, din partea lui Cristian Pulhac și Silviu Izvoranu, Mușat acceptă în 2008 să plece sub formă de împrumut la CS Otopeni, echipă proaspăt promovată în prima ligă.
În 2009 revine la Dinamo și face parte din lotul alb-roșilor deplasat în cantonamentul din Franța, dar nu convinge și este împrumutat la Astra Ploiești. Aici joacă doar 16 minute în sezonul 2009-2010 și revine la Dinamo de unde este din nou împrumutat, la U Cluj, echipă din Liga a II-a preluată în vara lui 2009 de fostul acționar dinamovist Florian Walter. Este parte integrantă din echipa care reușește promovarea în Liga I, jucând 23 de meciuri și marcând patru goluri în a doua divizie, dar odată cu revenirea echipei clujene pe prima scenă și aducerea de jucători noi pentru întărirea lotului, Mușat nu mai are loc la Universitatea și revine în curtea lui Dinamo. De aici este însă împrumutat la Unirea Urziceni, alături de Cristian Bălgrădean. După doar șase luni părăsește și pe Unirea pentru prima experiență personală în străinătate, acceptând oferta venită de la Khazar Lankaran, în Azerbaidjan, unde este împrumutat de Dinamo și joacă sub comanda antrenorului Mircea Rednic.